# Свойство (программирование)
Свойство — способ доступа к внутреннему состоянию объекта, имитирующий переменную некоторого типа. Обращение к свойству объекта выглядит так же, как и обращение к структурному полю (в структурном программировании), но, в действительности, реализовано через вызов функции. При попытке задать значение данного свойства вызывается один метод, а при попытке получить значение данного свойства — другой. 
При применении свойств 
- можно задать значение по умолчанию, которое будет храниться в данном свойстве (или указать, что никакого значения по умолчанию не предполагается);
- можно указать, что это свойство только для чтения.

Как правило, свойство связано с некоторым внутренним полем объекта. Но свойству вообще может не быть сопоставлена ни одна переменная объекта, хотя пользователь данного объекта имеет дело с ним так, как если бы это было настоящее поле.
Свойства повышают гибкость и безопасность программирования, поскольку, являясь частью (открытого) интерфейса, позволяют менять внутреннюю реализацию объекта без изменения его полей. Свойства значительно облегчают модификацию программы в тех случаях, когда класс изначально был реализован с нарушением инкапсуляции, а в дальнейшем потребовалось изменить способ доступа к полю. При отсутствии в языке механизма свойств потребовалось бы искать и заменять обращения к полям на методы доступа.

## Методы свойств
Во многих языках программирования свойства реализуются в виде пары методов: метод, получающий текущее значение свойства, называется акцессор (accessor); метод, задающий новое значение свойства, — мутатор (mutator). В языках программирования, не поддерживающих свойства, например, C++ и Java, пара из акцессора и мутатора является общепринятым суррогатом для их замены.
Принято называть методы свойств именем свойства с приставками get и set: например, для свойства Xyzzy — get_Xyzzy и set_Xyzzy (традиционный стиль Си) либо GetXyzzy и SetXyzzy (стиль CamelCase). В связи с этой схемой наименования за методами свойств закрепились жаргонные названия getter и setter.

## Примеры

### Свойства в C#
Свойства в C# — поля с логическим блоком, в котором есть ключевые слова get и set.
Пример класса со свойством:
```
class
 
MyClass

{

    
private
 
int
 
p_field
;

    
public
 
int
 
Field

    
{

        
get

        
{

            
return
 
p_field
;

        
}

        
private
 
set

        
{

            
p_field
 
=
 
value
;

        
}

    
}

}

```

### Свойства в VB.NET
Пример реализации в VB.NET. Если нужно реализовать свойство только для чтения или только для записи, применяются модификаторы ReadOnly и WriteOnly. Свойство может быть параметризованным. Также может быть свойством по умолчанию, для этого необходимо добавить модификатор Default
```
Sub
 
Main

    
Dim
 
F
 
As
 
New
 
Foo

    
F
.
Data
 
=
 
5

    
F
.
Item
(
0
)
 
=
 
5

    
F
(
0
)
 
=
 
5
                
'Запись в свойство

    
Console
.
WriteLine
(
F
(
0
))
 
'Чтение свойства

End
 
Sub

Public
 
Class
 
Foo

    
Private
 
m_Data
 
As
 
Integer

    
Private
 
m_Arr
()
 
As
 
Integer
 
=
 
{
1
,
 
2
,
 
3
,
 
4
,
 
5
}

    
Public
 
Property
 
Data
 
As
 
Integer

        
Set
(
Value
 
As
 
Integer
)
 
'Сеттер

            
m_Data
 
=
 
Value

        
End
 
Set

        
Get

            
Return
 
m_Data
 
'Геттер

        
End
 
Get

    
End
 
Property

    
Public
 
Default
 
Property
 
Item
(
Param
 
As
 
Integer
)
 
As
 
Integer
 
'Параметризованное свойство по умолчанию

        
Set
(
Value
 
As
 
Integer
)

            
m_Arr
(
Param
)
 
=
 
Value

        
End
 
Set

        
Get

            
Return
 
m_Arr
(
Param
)

        
End
 
Get

    
End
 
Property

End
 
Class

```

### Свойства в Delphi
Для описания свойства в Delphi служит слово property.
Пример класса со свойством:
```
TMyClass
 
=
 
class

private

  
FMyField
:
 
Integer
;

  
procedure
 
SetMyField
(
const
 
Value
:
 
Integer
)
;

  
function
 
GetMyField
:
 
Integer
;

public

  
property
 
MyField
:
 
Integer
 
read
 
GetMyField
 
write
 
SetMyField
;

end
;

function
 
TMyClass
.
GetMyField
:
 
Integer
;

begin

  
Result
 
:=
 
FMyField
;

end
;

procedure
 
TMyClass
.
SetMyField
(
const
 
Value
:
 
Integer
)
;

begin

  
FMyField
 
:=
 
Value
;

end
;

```

### Свойства в ActionScript
```
class
 
MyClass

{

    
private
 
_foo
 
:
 
int
;

    

    
public
 
function
 
get
 
foo
 
()
 
:
 
int
 
{

         
return
 
_foo
;

    
}

    
public
 
function
 
set
 
foo
 
(
foo
 
:
 
int
)
 
:
 
void
 
{

         
_foo
 
=
 
foo
;

    
}

}

```

### Свойства в Objective C
```
@interface
 
Company
 : 
NSObject

{

	
NSString
 
*
var_name
;

}

@property
(
retain
)
 
NSString
 
*
var_name
;

@end

@implementation
 
Company

@synthesize
 
var_name
;

@end

```

### Свойства в Ruby
Описания свойства в Ruby ничем не отличается от описания метода. Например, для создания свойства duration у класса Song нужно описать методы duration и duration=(value)
```
class
 
Song

  
def
 
duration

    
@duration

  
end

  
def
 
duration=
(
value
)

    
@duration
 
=
 
value

  
end

end

```

Однако простое обращение к внутренней переменной объекта может быть заменено на вызов метода attr_accessor :duration
```
class
 
Song

  
attr_accessor
 
:duration

end

```

Более интересным будет пример создания свойства duration_in_minutes, которое будет возвращать или устанавливать время длительности в минутах:
```
class
 
Song

  
def
 
duration_in_minutes

    
@duration
/
60
.
0

  
end

  
def
 
duration_in_minutes=
(
value
)

    
@duration
 
=
 
(
value
*
60
)
.
to_i

  
end

end

```

При этом изменение свойства duration_in_minutes повлияет на свойство duration. Например
```
song
 
=
 
Song
.
new

song
.
duration_in_minutes
 
=
 
1
.
2

print
 
song
.
duration
 
# напечатает 72

```

### Свойства в Python
Набор методов с декораторами определяет способы работы со свойством (чтение, запись, удаление). Если какой-то из методов убрать (за исключением @property), теряется возможность работать со свойством соответствующим образом.
Пример класса со свойством:
```
class
 
A
:

    
def
 
__init__
(
self
):

        
self
.
__x
 
=
 
None

    
    
@property

    
def
 
x
(
self
):

        
return
 
self
.
__x

    
    
@x
.
setter

    
def
 
x
(
self
,
 
value
):

        
self
.
__x
 
=
 
value

    
    
@x
.
deleter

    
def
 
x
(
self
):

        
self
.
__x
 
=
 
None

```

```
>>>
 
a
 
=
 
A
()

>>>
 
a
.
x

>>>
 
a
.
x
 
=
 
2

>>>
 
a
.
x

2

>>>
 
del
 
a
.
x

>>>
 
a
.
x

>>>

```

### Свойства в PHP
Язык PHP предоставляет полноценные свойства (иначе именуемые "хуками" в рамках терминологии PHP), начиная с версии PHP 8.4.
Пример класса "статьи" со свойством "содержимое". В примере, для свойства содержимого добавляется функционал конвертации в строку при установке произвольного значения "похожего на строку":
```
class
 
Article

{

    
public
 
string
 
$content
 
=
 
''
 
{

        
// Чтение: Просто возвращаем

        
get
 
=>
 
$this
->
content
;

        
// Запись: Позволяем устанавливать string скляры 

        
//         и объекты, конвертирующиеся в string

        
set
(
string
|
\Stringable
 
$value
)
 
=>
 
(
string
)
 
$value
;

    
}

}

```

```
$article
 
=
 
new
 
Article
();

// Можем установить скалярный string

// Срабатывает set

$article
->
content
 
=
 
'from string literal'
;

// Скаляр при выводе: string("from string literal")

// Срабатывает get

echo
 
$article
->
content
;

// Можем установить Stringable-объект

// Срабатывает set

$article
->
content
 
=
 
new
 
class
 
implements
 
Stringable
 
{

    
public
 
function
 
__toString
()
:
 
string

    
{

        
return
 
'from stringable object'
;

    
}

};

// Тоже скаляр при выводе: string("from stringable object")

// Срабатывает get

echo
 
$article
->
content
;

```